# 龍山寺口幫
龍山寺口，著名的台灣漢族黑幫團體，典型的本省角頭團體，發跡於台北市萬華區龍山寺一帶，成員人數不明。龍山寺口角頭並無組織型態，混跡於該地或延伸的成員多自稱混跡龍山寺口而得名，是萬華區眾多的角頭勢力之一。現代所稱的龍山寺口角頭是以當地賭徒聚眾賭博而形成，早年所經營的賭場曾被視為台北三大賭場而聞名。
龍山寺口角頭早年在台北市萬華區有一定強勢的角頭地位，歷經多年社會變遷及賭場勢力受到政府強力打壓，導致龍山寺口角頭一蹶不振行事趨於低調，加上當代知名領導者相繼逝世或年邁老去，使得龍山寺口角頭逐漸沉寂，現今已鮮少有黑幫成員以混跡龍山寺口自居。

## 原意
「龍山寺口」一詞原意為台北市萬華區艋舺龍山寺大門前、周圍街口以及對面艋舺公園一帶的泛稱，含蓋範圍包含廣州街、三水街、西昌街、西園路一段、和平西路三段等地。該地段因龍山寺廟宇信仰香火鼎盛，吸引大批信徒及人潮與攤販、市集形成而聞名。當地人俗稱為「寺口」（阿寺口）、「寺仔口」、「觀音媽埕」等。現代大眾媒體對於當地市街的介紹，也依舊會沿用「龍山寺口」來稱呼。
現代所稱具黑幫角頭色彩的龍山寺口，可追溯至日治時期，台北市役所於1920年代末整修龍山寺並填補寺廟前的池塘（龍山寺池）興建為「龍山寺公園」，使得龍山寺一帶逐步聚集各式商攤及露店，該地日漸繁榮也因此聚集流氓及不良份子逐漸形成角頭團體，在近代遂以「龍山寺口」或「龍山寺口幫」成為當地角頭的統稱。

## 略歷

### 創立背景
依據警備總部調查「萬華流氓新興組織活動」時，日治時期龍山寺口就已有名為「十九路軍」的幫派盤踞在當地，以及戰後時期1940年代末亦有台籍日兵的退役軍人綽號「豬仔哥」、「金塗仔」、「魁仔仙」、「Usagi」（兔子的日文，「ウサギ」）等人組成的幫派「堀江部隊」，活動在綠町萬華戲院及龍山寺周圍，以敲詐勒索及賭博為業。
1950至1960年代間龍山寺口至龍山寺公園沿街攤販及露店林立，當地賭徒亦時常聚集在龍山寺公園等地聚賭，以及龍山寺後街（現西園路）因應而生許多私娼寮吸引尋芳客，當代時常因賭博發生暴力、兇殺等事件造成治安問題，然而人潮帶來錢潮也催生出以賭博起家的角頭勢力，當地角頭成員也多以混跡龍山寺口自居。其中綽號「阿肥」的林復雄以大理街周遭為據點經營賭場及茶室並時常為當地排解糾紛而知名，遂於在1969年時成為被公認的「阿寺口老大」。
1970年代，「阿肥」林復雄所經營的賭場與「加蚋仔」角頭「加蚋慶」楊慶順、以及大同區角頭「四崁仔」等賭場並列台北三大賭場聞名全台灣。龍山寺口老大「阿肥」林復雄在當代並為了爭奪廣大的賭場及地盤利益，時常與鄰近的頭北厝、會社尾、堀江町等角頭對立並大動干戈，林復雄多次遭到圍殺卻也大難不死，越挫越勇知名於當代而廣為人知，最終以龍山寺劃分為界，從龍山寺口西園路到萬華火車站前一帶皆被列為龍山寺口的地盤。發展至1980年代，龍山寺口與「芳明館」、「頭北厝」、「華西街」齊名，被視為是艋舺四大角頭分庭抗禮。

### 買兇殺人
1980年代中期，龍山寺口老大「阿肥」林復雄將賭場經營權轉交給手下「登財」高春安，自己則退居幕後並由高春安掌管龍山寺口賭場事業，高春安則每個月給付老大上百萬元抽頭金。但林復雄仍不斷插手幫中賭場事務，加上林復雄安排在賭場圍事的手下「象皮」陳哲順屢次與高春安發生爭執，終究引起雙方不滿引來殺機。1988年12月17日凌晨，高春安僱用殺手「順風」管鐘演及另外三人埋伏在「象皮」陳哲順位於師大分部附近的家門口並將其砍成重傷，雙方衝突一觸即發。同年間，高春安再以200萬元代價與每月及半年的賭場分紅再次唆使「順風」管鐘演等人狙殺老大「阿肥」林復雄。
1989年10月22日晚間，龍山寺口老大「阿肥」林復雄獨自行經萬華區西園路306巷口時，遭到埋伏在當地的殺手「順風」管鐘演開槍射擊，林復雄身中多槍逃至西園路的賭場招待所求援，並由賭場小弟送醫急救卻仍舊傷重不治。此件兇殺案雖然震驚社會，但警方因苦無證據及抓不到兇手，僅以賭場糾紛行兇辦理。自此龍山寺口角頭權位落在「登財」高春安手中，也被視為是龍山寺口的第二代老大，並將龍山寺口的賭場規模擴大並將勢力推向鼎盛時期而聲名遠播。其後1994年間，原林復雄的手下「文勇」徐文勇在萬華區和平西路及梧州街口的汽車上遭人從車窗外開槍射殺，同樣兇手逃逸成為懸案。

### 聲勢下滑
1990年代中期，台北市萬華分局刑事組全力針對龍山寺口的職業大賭場及相關勢力，進行全力掃蕩，龍山寺口的賭場被迫改將賭場移往板橋江子翠、土城一帶，但仍不斷遭警方查獲掃蕩，導致昔日台北三大賭場之一的「龍山寺口」從此一蹶不振，被視為龍山寺口老大的「登財」高春安也逐步淡出江湖。高春安退隱之後，龍山寺口角頭也因利益問題趨於四分五裂，勢力狀況大不如前，中生代角頭「文霖」則自詡為龍山寺口的新任角頭老大，持續以賭博為業，並同時介入都市更新勒索建商保護費等犯罪活動。
2001年9月12日「阿肥」昔日手下「文正」徐文正在台北植物園當街槍擊「登財」高春安未遂，遭警方逮捕後供稱因懷疑高春安昔日買兇殺害老大「阿肥」以及其胞弟「文勇」等人，因此憤而行兇欲為遭到高春安兇殺的前人報仇，再次引起宣然大波。2007年間，因利益問題「登財」高春安被僱用的殺手「順風」管鐘演所背叛，並供出當年的「殺人交易」的不法勾當，自此「阿肥」林復雄槍擊命案真相大白，高春安與管鐘演雙雙遭逮捕入獄。
2011年3月，龍山寺口殺手「順風」管鐘演因背負7條人命，遭到法務部判決死刑定讞並執行槍決。

## 知名成員
- 「阿肥」林復雄 -龍山寺口70年代老大，萬華賭場大亨遠近馳名。1989年因權力鬥爭遭原手下「登財」買兇殺害，直到2007年才破案。
- 「象皮」陳哲順 -「阿肥」手下，又有「虎將」之稱。1988年因不服「登財」經營賭場模式，屢次爭執後遭到「登財」買兇將其砍成重傷殘疾。
- 「文正」徐文正 -「阿肥」手下，2001年9月12日為替老大及胞弟報仇，在台北植物園槍擊高春安，後遭被判刑13年，並於2010年假釋出獄。
- 「登財」高春安 -原為「阿肥」旗下的賭場公關，80年代中期崛起吞併整個龍山寺口版圖，被視為第二代老大，亦被譽為萬華賭場教父。2007年因殺手管鐘演揭露昔日高春安買兇殺人過程，因而遭到逮捕入獄服刑。
- 「順風」管鐘演 -龍山寺口殺手，為高春安僱用於殺人等不法勾當，身揹七條人命。終於2011年3月遭法務部死刑槍決。

## 參閲
- 艋舺
- 艋舺角頭
- 臺灣黑幫

## 外部連結
- 組織犯罪防制條例 （页面存档备份，存于）（繁體中文）